# Alla Pavlova
Alla Pavlova (in russo Алла Павлова?; Vinnycja, 13 luglio 1952) è una compositrice russa di origine ucraina, meglio nota per le sue opere sinfoniche.

## Biografia

### Periodo sovietico
La famiglia Pavlova si trasferì a Mosca nel 1961, e Alla studiò musica all'Accademia musicale di Gnessin di Mosca. È stata allieva di Armen Shakhbagyan, un compositore di solida reputazione nel 1970, prestando particolare attenzione alle opere di Anna Achmatova, che ha influenzato buona parte della sua produzione musicale fino al 1990.
Dopo essersi diplomata nel 1983, Pavlova si trasferì nella capitale bulgara Sofia, dove lavorò all'Unione dei Compositori Bulgari e all'Opera nazionale bulgara. Tornò a Mosca tre anni dopo.
Dal 1986, Pavlova ha lavorato per il consiglio della Russian Musical Society di Mosca, prima di trasferirsi a New York nel 1990.

### Periodo statunitense
Dopo il suo arrivo a New York, Pavlova scrisse per sua figlia Irene una raccolta composta da semplici pezzi per pianoforte ispirati alle fiabe di Hans Christian Andersen. Durante la prima metà del 1990 le sue composizioni si alternavano tra lieder e pezzi minori per pianoforte. Nel 1994, Pavlova compose il suo primo lavoro importante, la Sinfonia nº 1 "Addio Russia", che intende esprimere la malinconia e le sensazioni dolorose provate dalla compositrice nel lasciare il suo paese d'origine. Il lavoro è articolato in un unico movimento, e costituito da un ensemble di due violini, un violoncello, un pianoforte, un flauto, e un ottavino , che è stato eseguito in Russia da solisti dell'Orchestra filarmonica di Mosca appena due giorni dopo la sua apertura.
Pavlova ha atteso per quattro anni a comporre il suo primo lavoro sinfonico, di soli quattro minuti per pianoforte e archi, ispirato dalla morte di Shakhbagyan. Poi tornò a rifugiarsi nei lieder, componendo brani come mi manchi... ma lasciami andare all'inizio di settembre 2001. Come Cristóbal Halffter modificò la sua composizione Adagio in forma di Rondo in seguito agli attacchi terroristici dell'11 settembre; Pavlova è rimasta sconvolta da questi attacchi, in particolare perché ha vissuto molto vicino a ground zero, così decise di ridedicare il brano alla memoria delle vittime.
La sua prima opera sinfonica che seguì l'Elegia, la Sinfonia nº 2 "per il nuovo millennio" (1998), è stato probabilmente il suo lavoro più ambizioso: dopo essere stata riveduta i quattro anni successivi, fu incisa su CD da Vladimir Fedoseev, che in seguito sarebbe diventato uno degli interpreti più rappresentativi di Pavlova in Russia eseguendo e incidendo la sua quarta sinfonia, e contribuendo a rafforzare la reputazione di Pavlova nel suo paese natale .
Oltre a consolidare il suo prestigio, la seconda sinfonia rappresenta un importante punto di svolta nella carriera di Pavlova, in quanto nelle opere successive ha abbandonato la musica da camera a favore delle composizioni per grandi orchestre. Nel 2000, ha suggellato questo cambiamento di orientamento con la monumentale Sinfonia nº 3; questo lavoro, ispirato ad un monumento di New York a Giovanna d'Arco, si caratterizza per la sua intensa portata espressiva ed è considerato il suo capolavoro. Fedele alla sua politica di revisione, Pavlova ha continuato a modificare questa composizione, aggiungendovi una chitarra quale elemento decorativo.
La messa a punto di questa sinfonia è proseguita nel 2002, anno in cui Pavlova ha composto un secondo concerto, un monologo con violino solista in cui ha nuovamente impiegato un'orchestra d'archi. Pavlova ha elaborato nei due anni successivi la sua prima realizzazione incidentale, quella della danza Sulamith, che porta in scena un racconto di Aleksandr Kuprin di ispirazione biblica, ne deriva una suite sinfonica lunga tre quarti d'ora.
Al 2021, Pavlova ha composto 11 sinfonie, di cui le prime otto sono state pubblicate su CD da Naxos.
Ha stabilito la sua residenza a Brooklyn.

## Opere
La sua musica si ispira ai grandi maestri russi del ventesimo secolo (Prokofiev, Shostakovich, Rachmaninov, ecc.), e ciascuna delle sue opere sembra attraversata dal tema dello sradicamento e dell'esilio.
- ninnananna per Irene per pianoforte, violino (o flauto) e vibrafono (1972)
- Due canzoni su versi di Anna Akhmatova per soprano e pianoforte (1974)
- Siamo l'Amore su versi di Alla Pavlova per (mezzo-)soprano e quartetto con pianoforte e archi (1974)
- Il Sogno su versi di Anna Akhmatova per soprano e pianoforte (1979)
- Impressioni sulle fiabe di Hans Christian Andersen per pianoforte (1990)
- Mattina d'Inverno su versi di Alexander Pushkin per soprano, violoncello e flauto (1993)
- Preludio per pianoforte a mia madre (1994)
- Immagini d'estate per pianoforte (1994)
- Sinfonia nº 1 Addio, Russia per orchestra da camera (1994)
- Nostalgia della vecchia New York, Suite per pianoforte (1995)
- Mi manchi... ma lasciami andare per violino, violoncello, due chitarre e mezzo-soprano (1997)
- Ti ho amato, capolavori della poesia russa per mezzosoprano, violino e pianoforte (1998)
- Elegia per pianoforte e orchestra d'archi (1998)
- Sinfonia nº 2 per il nuovo millennio (1998)
- Nostalgia della vecchia New York, Suite per orchestra d'archi, percussioni, sax alto, sax tenore e tromba (1998)
- Sinfonia nº 3 (2000)
- Sinfonia nº 4 (2002)
- Monologo per violino e orchestra di archi (2002)
- Suite da Sulamith (2003-2004)
- Sulamith, balletto (2003 - 2005)
- Sinfonia nº 5 (2006)
- Sinfonia nº 6 (2008)
- Suite da Thumbelina (2008-2009)
- Sinfonia nº 7 (2011)
- Sinfonia nº 8 (2011)
- Concertino per violino, pianoforte e orchestra d'archi (2012)
- "Musica notturna" per violino e archi (2014)
- Sinfonia nº 9 - Concerto per violino (2016)
- Sinfonia nº 10 (2017)
- Sinfonia nº 11 (2021)